# Паровозоремонтные заводы
Паровозоремонтные заводы (ПРЗ) — исторические предприятия промышленности, предназначенные для капитального и среднего ремонта паровозов.

## Паровозоремонтные заводы в СССР
В СССР паровозоремонтные заводы создавались на базе бывших главных железнодорожных мастерских. За годы Советской власти заводы проходили модернизацию, осуществлялся отход от ручного труда, ввод пневмо- и электроинструментов, электросварки. Также проходило внедрение автоматической и полуавтоматической сварки, закалки деталей токами высокой частоты, обмывки частей паровозов в моечных машинах конвейерного типа.
Капитально были реконструированы Гайворонский, Воронежский, Днепропетровский, Запорожский, Изюмский, Красноярский, Полтавский, Пролетарский, Ростовский заводы. Их переориентировали на выпуск из ремонта новых серий более мощных паровозов. Были построены новые заводы: Улан-Удэнский паровозо-вагоноремонтный завод (в 1934 году), Новосибирский паровозоремонтный завод (первая очередь в 1943 году), Свердловский паровозоремонтный завод (первая очередь в 1944 году).
В целях рационального использования мощностей и повышения серийности производства заводы были специализированы на одной серии паровозов (Ярославский ПРЗ, Харьковский ПРЗ, Днепропетровский ПРЗ, Уфимский ПРЗ, Воронежский ПРЗ), некоторые — на двух или трёх сериях.
Постепенно, с переходом Советских железных дорог с паровозной, на тепловозную и электровозную тягу в период с 1956 по 1965 годы, паровозоремонтные заводы стали переходить на ремонт тепловозов и электровозов, меняя, соответственно, свои названия. При этом переход на ремонт новых видов локомотивов был постепенным. Так Новосибирский завод отремонтировал свой последний паровоз в 1965 году. Красноярский в 1971 году.

## Технологический процесс

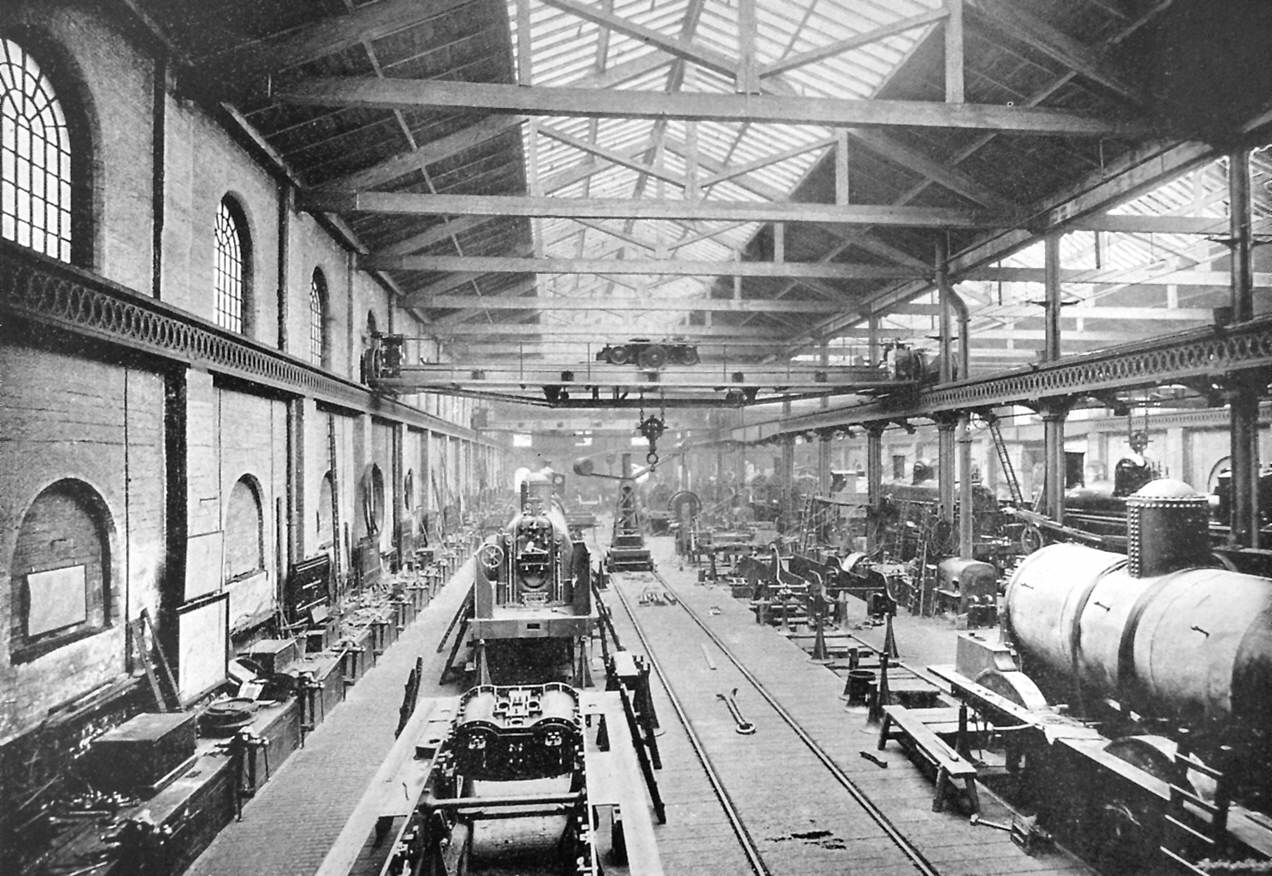
Паровозосборочный цех завода Северо-Западных железных дорог Великобритании. Кру, Чешир, Великобритания

Текущий и подъёмочный ремонт паровозов осуществляется в паровозных депо. Требующие более глубокого ремонта паровозы направляются для ремонта на один из паровозоремонтных заводов, ремонтирующих эту серию. Паровоз может прийти на завод как в холодном (потушенном состоянии), так и в горячем (в этом случае паровоз может вести по пути следования на завод поезд).
Прибывший на завод паровоз охлаждается, очищается от шлака, тендер освобождается от угля и воды, сливается вода из котла паровоза. Паровоз обмывается снаружи. Тендер отцепляется и ремонтируется отдельно от паровоза в тендерном цеху.
Паровоз подаётся в разборочный цех. Здесь паровоз разбирают и определяют необходимый объём ремонта узлов и деталей.
Ремонт отдельных узлов производится в специализированных цехах и отделениях. Паровая машина, детали рессорного подвешивания, детали тормозной рычажной передачи ремонтируются в ремонтно-комплектовочном цехе, котёл - в котельном цехе, колёсные пары - в колёсном цехе.
Все отремонтированные детали поступают в паровозосборочный цех. Здесь происходит сборка паровоза.
Помимо ремонта паровозов заводы производят новые запасные части для паровозов, ремонтируют узлы паровозов, ремонтируют и формируют новые колёсные пары.
Завод имеет также цеха обслуживающие основное производство: заготовительный, литейный, кузнечный, инструментальный, ремонтно-механический, а также компрессорное хозяйство, газогенераторную и кислородную станции.